# رادوان ولایکوویچ
رادوان ولایکوویچ (سیریلیک صربی: Радован Влајковић؛ ۸ نوامبر ۱۹۲۴ – ۱۲ نوامبر ۲۰۰۱) سیاستمدار اهل یوگسلاوی بود. وی از ۱۵ مه ۱۹۸۵ تا ۱۵ مه ۱۹۸۶ رئیس‌جمهور یوگسلاوی بود.
رادوان ولایکوویچ در ۱۲ نوامبر ۲۰۰۱، در سن ۷۷ سالگی درگذشت.